# Schistoglossa pseudogemina
Schistoglossa pseudogemina är en skalbaggsart som beskrevs av Benick 1981. Schistoglossa pseudogemina ingår i släktet Schistoglossa, och familjen kortvingar. Arten har ej påträffats i Sverige.